# Súng trường Mk12
Súng trường chuyên dụng MK12 hay Mk 12 MOD 0/1/H Special Purpose Rifle (SPR) của Hải quân Hoa Kỳ là một loại súng trường thiện xạ phục vụ cho Lực lượng tác chiến đặc biệt Hoa Kỳ cho đến năm 2017. SPR là viết tắt của Special Purpose Receiver vì nó dùng để chỉ buồng đạn phía trên (một phần của các bản nâng cấp SOPMOD), nhưng sau đó nó được đổi thành Special Purpose Rifle biến nó thành một vũ khí độc lập.
SPR cuối cùng được Hải quân Hoa Kỳ phân loại là Mk 12. Loại vũ khí này được phát triển bởi Sư đoàn Naval Surface Warfare Center Crane cho các đơn vị hoạt động đặc biệt của quân đội Hoa Kỳ.
Súng trường được thiết kế để bắn bán tự động, nó cũng có tùy chọn bắn liên thanh trong trường hợp khẩn cấp.